# Kyrkslätts järnvägsstation

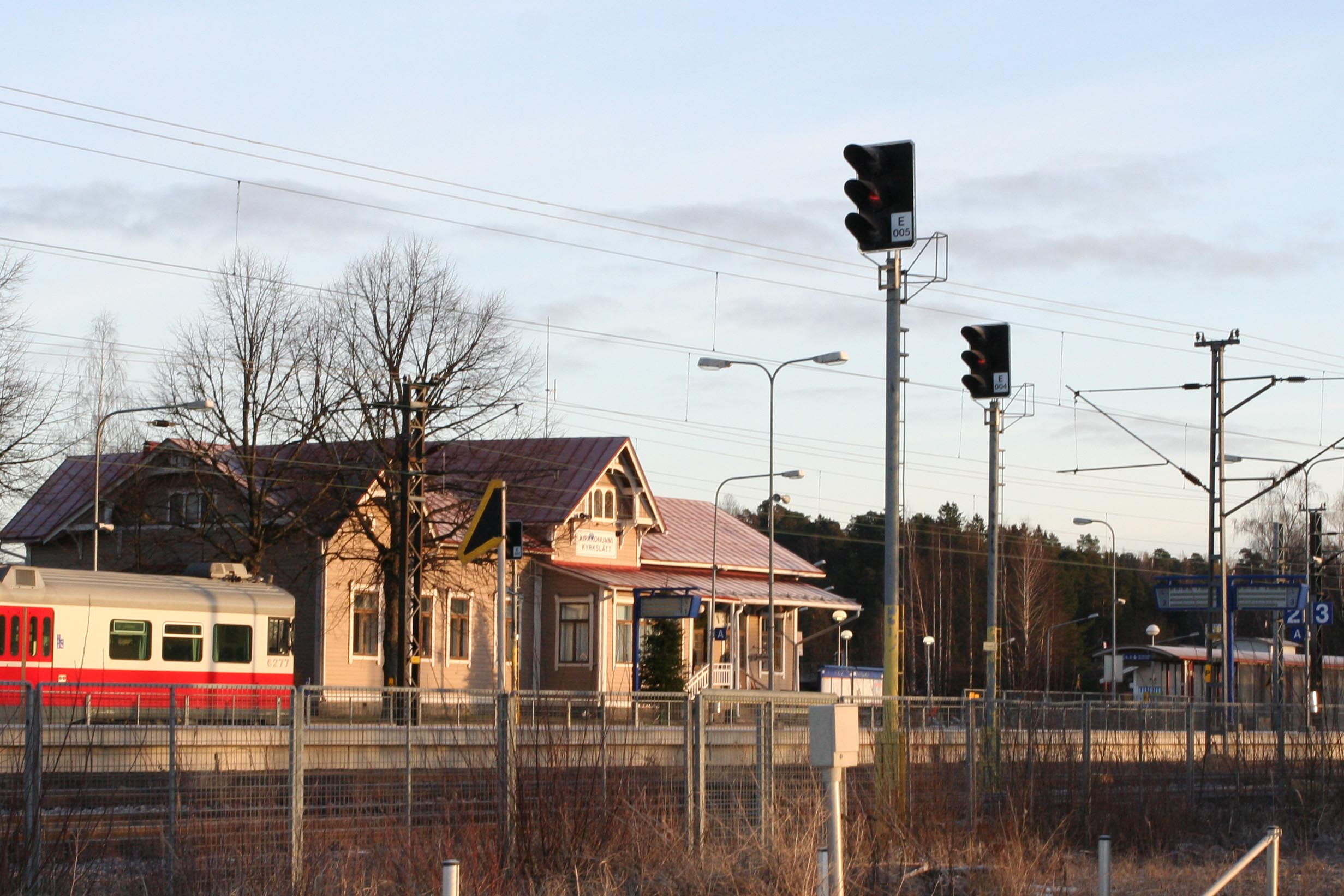
Kyrkslätts järnvägsstation.

Kyrkslätts järnvägsstation är en järnvägsstation på Kustbanan Åbo-Helsingfors i den nyländska kommunen Kyrkslätt. Vid stationen stannar fjärrtågen och huvudstadsregionens närtrafiks tåg U (Helsingfors-Kyrkslätt), L (Helsingfors-Kyrkslätt-nattåget), X (Helsingfors-Kyrkslätt) och Y (Helsingfors-Sjundeå).